# Okręg Śląsk Armii Krajowej
Okręg Śląsk AK krypt. „Kilof”, „Komin”, „Kuźnia”, „Serce”, „Chodnik” – terytorialna jednostka organizacyjna SZP–ZWZ–AK.
Okręg Śląsk obejmował obszar Górnego Śląska (w tym ziem nieprzyznanych Polsce w 1922), Śląska Cieszyńskiego (w tym Zaolzia), Zagłębia Dąbrowskiego, Ziemi Żywieckiej i części Zagłębia Krakowskiego.

## Komendanci
- ppor. Józef Korol „Hajducki”, „Starosta”,
- ppor. Józef Szmechta „Hutnik”,
- ppłk Henryk Kowalówka „Topola”,
- ppłk dypl. Paweł Zagórowski „Maciej”,
- mjr dypl. (od maja 1944 roku ppłk dypl.) Zygmunt Walter-Janke „Zygmunt”.

## Organizacja okręgu
- Inspektorat Katowice („Huta”) – rozbity w marcu 1944 roku, nieodtworzony
- Inspektorat Sosnowiec („Przemysł”)
  - Podinspektorat Zawiercie
- Inspektorat Zewnętrzny Opole („Skorpion”; określany także jako Inspektorat Nadoodrzański) – zorganizowany na tej części Górnego Śląska, która po podziale regionu w 1922 przypadła Niemcom. W 1943 obwody inspektoratu rozdzielono między Inspektoraty Katowice, Rybnik i Północ[1]
- Inspektorat Bielsko („Tkalnia”, „Bagno”)
- Inspektorat Rybnik („Żyrafa”, „Rokita”, „Kościół”, „Plebania”)
  - Podinspektorat Cieszyn i Zaolzie („Cis”, „Wata”) – dowódcy: 1942–43 – Leopold Hałaczek „Dolina”; 1943–1944 – Adolf Szewczyk „Kowal”; 1944–1945 – Roman Motyka „Roman I"”, „Kopaczka”
- Inspektorat Północ